# مکس زیمونیشک
مکس زیمونیشک (آلمانی: Max Simonischek؛ زادهٔ ۱۹ اکتبر ۱۹۸۲) بازیگر اهل اتریش و سوئیس است. وی فرزند پیتر زیمونیشک است.
از فیلم‌هایی که وی در آن‌ها نقش داشته‌است، می‌توان به هیندنبورگ اشاره نمود.